# Bandera de Washington DC
La Bandera del Districte de Colúmbia ve de l'escut d'armes de George Washington, primer president dels Estats Units, i la persona per la qual la ciutat rep el seu nom. Juntament amb la bandera de Maryland, es basa en l'heràldica anglesa.
La bandera es compon d'un fons blanc, amb tres estrelles vermelles per sobre de dues barres vermelles horitzontals.

## Història
Durant el primer segle després de la seva creació, el Districte no tenia una bandera. En canvi, feia servei diverses banderes no oficials, com la bandera de la Guàrdia Nacional de D.C. El 1938, el Congrés dels Estats Units va formar una comissió per triar una bandera original i oficial. La comissió va celebrar un concurs públic, i va recollir la proposta de Charles A.R. Dunn, un dissenyador gràfic, que inicialment havia proposat per al seu disseny el 1921.